# Аватар (новелла)
Аватар (фр. Avatar) — фантастическая новелла Теофиля Готье, опубликованная двенадцатью фельетонами в газете Le Moniteur universel 29 февраля — 3 апреля 1856.
По сюжету новеллы юноша из хорошей семьи Октав де Савиль теряет покой и сон, встретив во Флоренции прекрасную Прасковию, жену русского офицера польского графа Олафа Лабинского, героя Кавказской войны. Опасаясь за состояние здоровья Октава, родные приглашают для консультации доктора Бальтазара Шербонно, долго жившего на Востоке и посвященного в индийские мистерии.
Шербонно предлагает Октаву путём магических манипуляций произвести обмен телами с графом, чтобы он мог в обличии мужа явиться к Прасковии и утолить свою любовную жажду.
Заимствованное из одного из индийских языков слово «аватар» с начала XIX века приобрело во французском помимо первоначального санскритского значения (инкарнация божества, аватара), другое, более общее, и стало означать процесс перемены сущности, перевоплощения. В этом смысле оно было использовано Теофилем Готье. Имя главного героя заимствовано из дебютного романа Стендаля «Арманс, или несколько сцен из жизни парижского салона в 1827», где персонаж по имени Октав де Маливер кончает с собой, разуверившись в любви и впав в глубокую депрессию.
В 1857 году новелла была опубликована отдельным изданием in-32, в 1863 вошла в состав сборника «Романы и Рассказы», который затем неоднократно переиздавался. Готье договаривался о написании либретто для постановки одноименной оперы, но этот проект не осуществился.
Уже в 1856 новелла была переведена на немецкий и издана Францем Хубертом в Штеттине. В русском переводе впервые опубликована в 2012 под названием «Аватара».

## Экранизации
- Аватар / Avatar (1916), реж. Кармине Галлоне (Италия)
- Аватар / Avatar (1964), телефильм, реж. Лазар Иглези (Франция). Октав — Жан-Луи Трентиньян, Прасковия — Николь Море, Шербонно — Франсуа Местр[2]

Фильмы, снятые по мотивам новеллы:
- Тот, кто умер от любви / El que murió de amor (1945), реж. Мигель Морайта (Мексика)[4]
- Певица и миллионер / O cantor e o Milionario (1958), реж. Жозе Карлуш Бурле (Бразилия)
- Если бы я был им / Si j'étais lui (2002), реж. Филипп Трибуа (Франция)